# Gabriella Colucci
Gabriella Colucci (Nápoles, década de 1960) es una investigadora italiana que identifica productos químicos de origen vegetal para uso industrial. Ganó el Premio Europeo para Mujeres Innovadoras en 2018.

## Trayectoria
Colucci nació en Nápoles en los años 1960. Se especializó en ciencias agrícolas. En 1994, realizó un intercambio para trabajar durante un año en Nigeria. Posteriormente, inició investigaciones en la Universidad de California en San Diego y en la empresa Arena Pharmaceuticals. Después de diez años, regresó a Italia, donde fundó su propia empresa.

## Reconocimientos
En junio de 2018, Colucci ganó el Premio Europeo Mujeres Innovadoras en reconocimiento a los 35 productos químicos que había identificado que tienen aplicaciones potenciales en cosméticos o agroquímicos. Su empresa pudo identificar estos químicos interpretando los mensajes que se envían entre las células. Se llevó el premio de 100.000 euros. El segundo puesto fue para la española Alicia Asín cuyo trabajo está relacionado con el Internet de las cosas y el tercero para la austriaca Walburga Fröhlich. El premio joven fue para la noruega Karen Dolva, que había ideado un robot para personas socialmente inactivas. Los premios fueron entregados por el Comisario Europeo Carlos Moedas y la eurodiputada Eva Kaili, que preside el organismo de Evaluación de Opciones Científicas y Tecnológicas del Parlamento Europeo.